# Avianca
Avianca, Aerovías del Continente Americano S.A., är ett av världens äldsta flygbolag med säte i Barranquilla, Colombia. Operativ bas finns i Bogotá, och flygtrafiknav finns i Bogotá och San Salvador, El Salvador.

## Flotta

### Nuvarande flotta

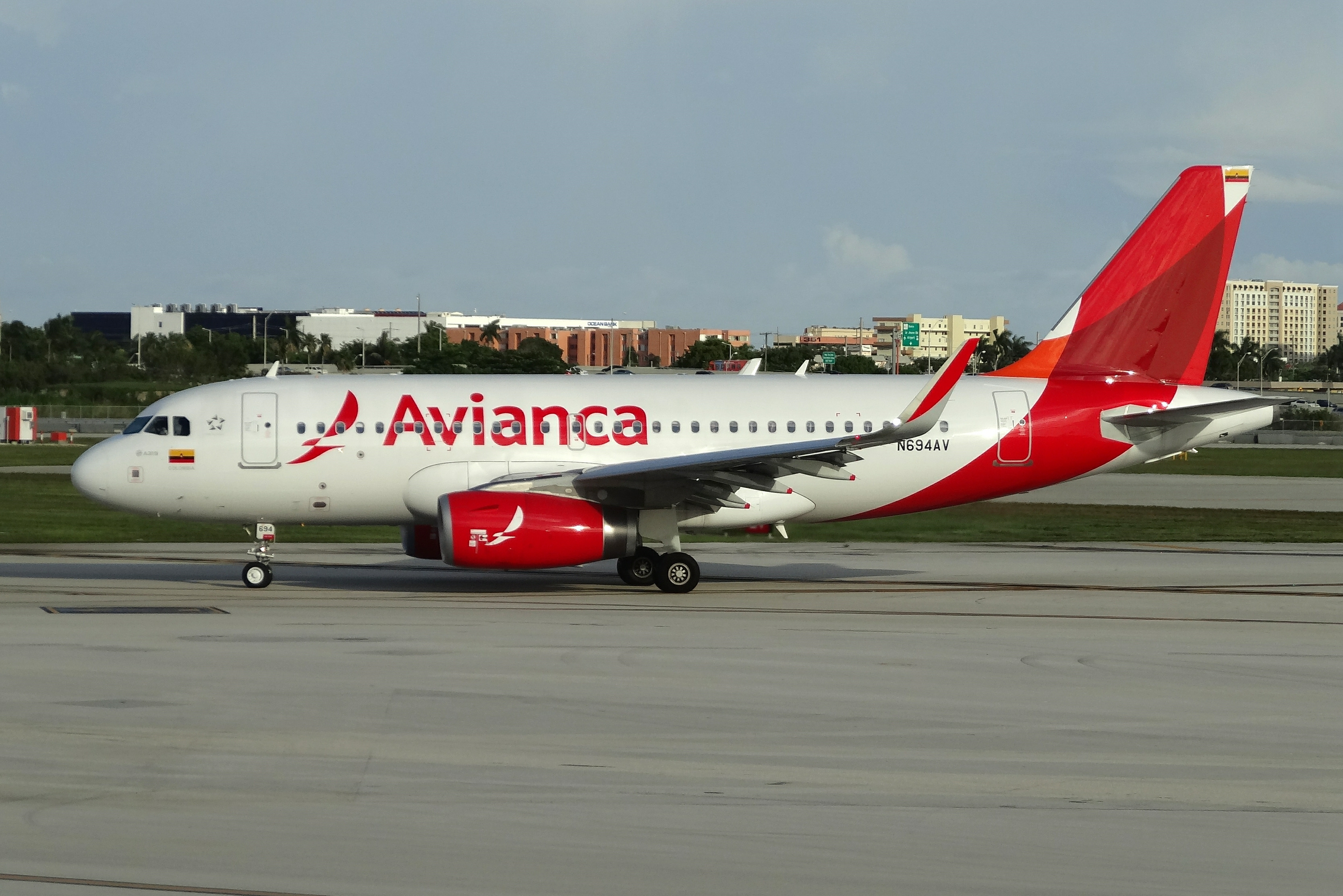
Avianca Airbus A319-100

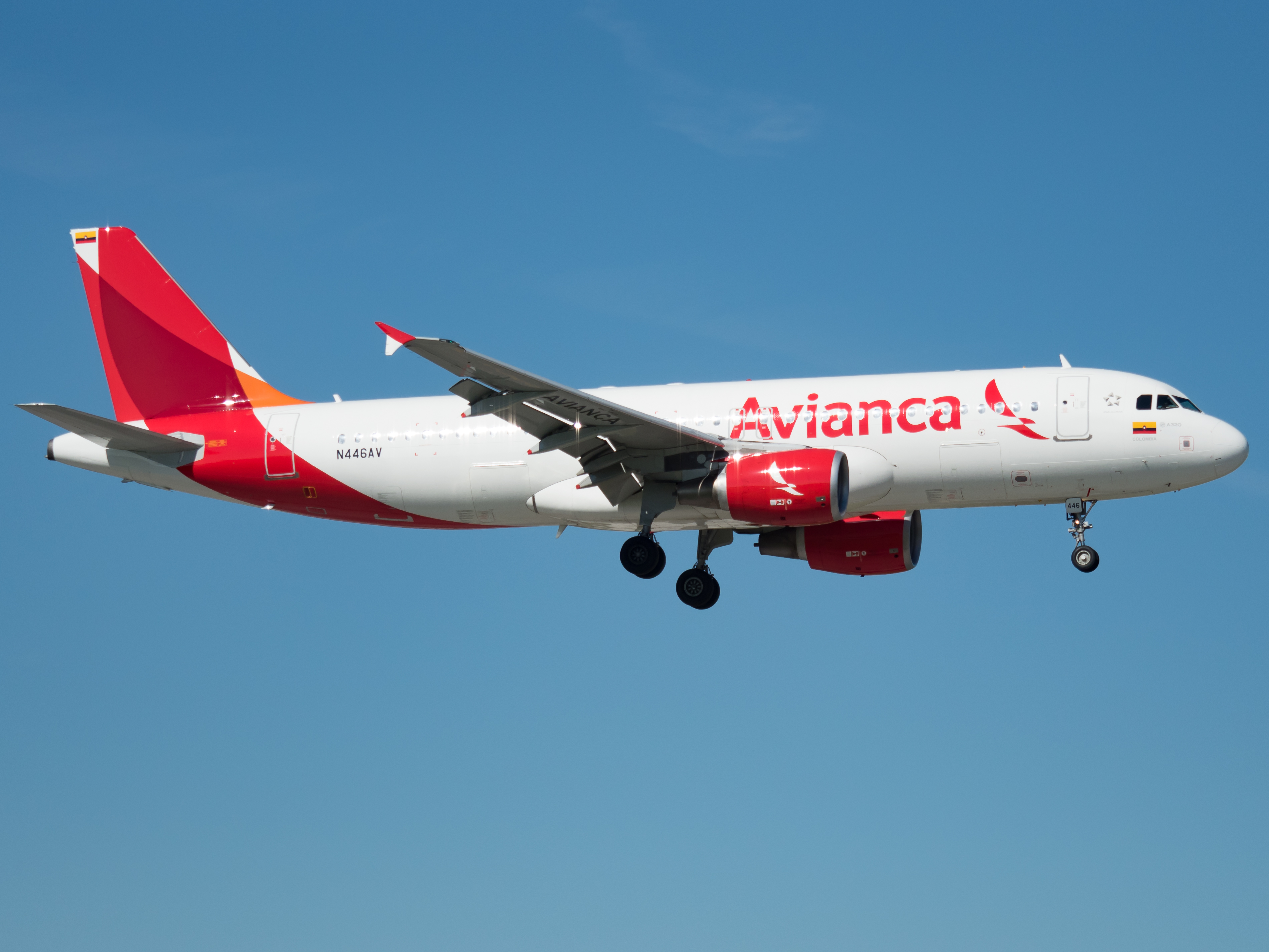
Avianca Airbus A320-200

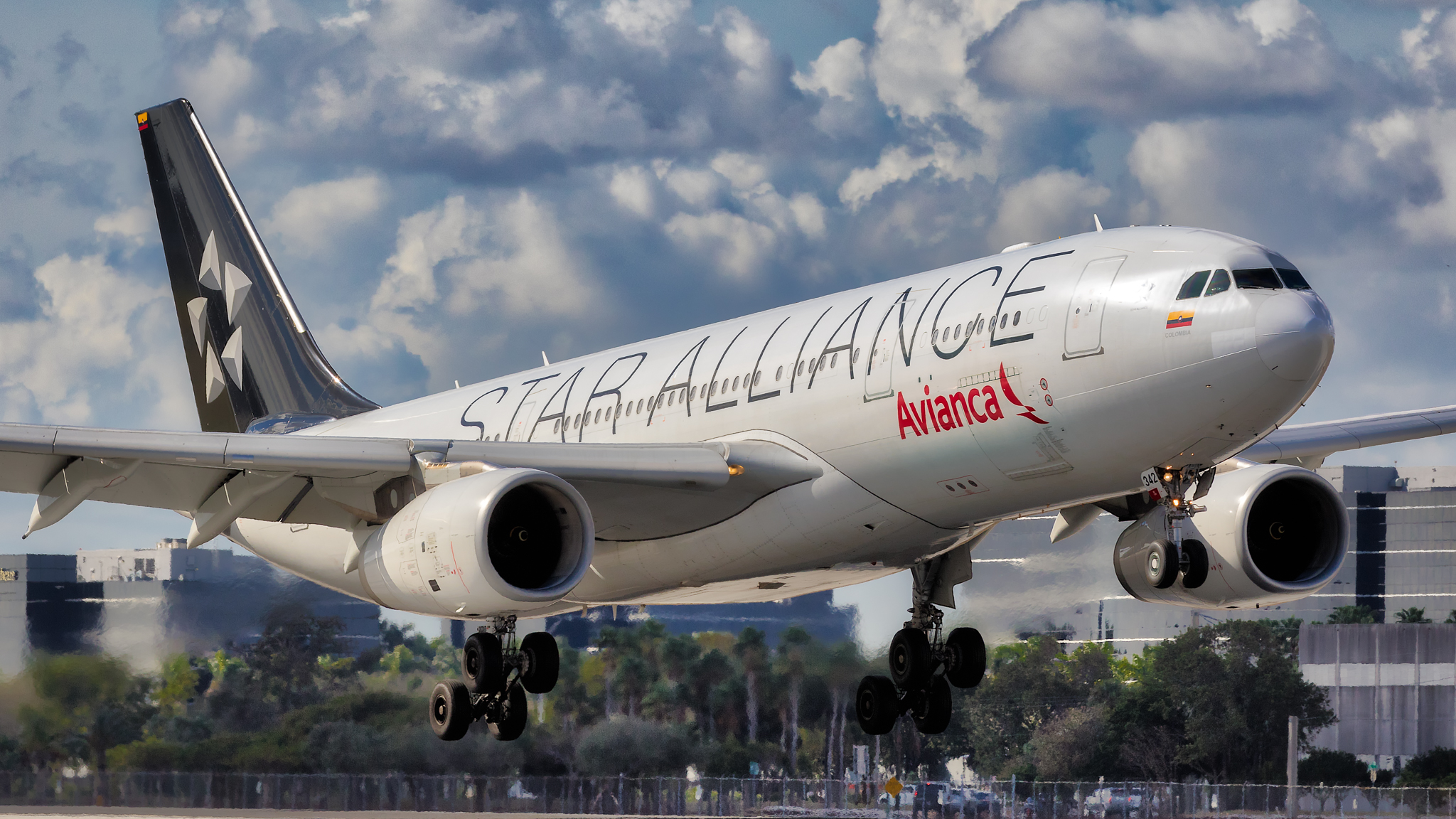
Avianca (Star Alliance) Airbus A330-200

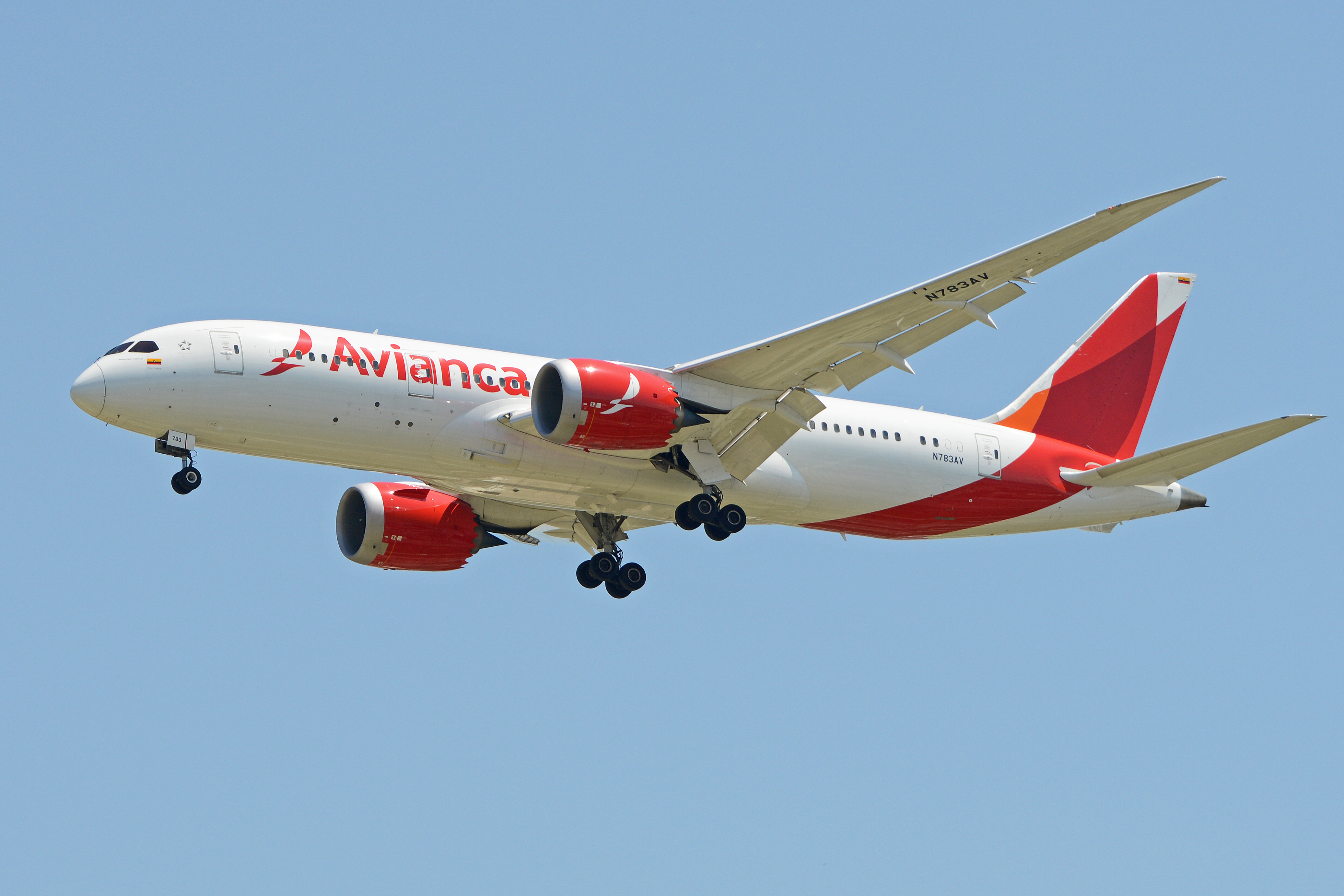
Avianca Boeing 787-8

Avianca-flottan består av följande flygplan:
| Aviancas flotta       | Aviancas flotta | Aviancas flotta | Aviancas flotta | Aviancas flotta | Aviancas flotta |  |
| Flygplan              | Antal           | Order           | Passagerare     | Passagerare     | Passagerare     |  |
| Flygplan              | Antal           | Order           | C               | Y               | Totalt          |  |
| --------------------- | --------------- | --------------- | --------------- | --------------- | --------------- |  |
| Airbus A319-100       | 14              | —               | 12              | 108             | 120             |  |
| Airbus A320-200       | 37              | 9               | 12              | 138             | 150             |  |
| Airbus A320neo        | 6               | 90              | 12              | 141             | 153             |  |
| Airbus A321-200       | 7               | —               | 12              | 182             | 194             |  |
| Airbus A321neo        | 2               | 15              | 12              | 183             | 195             |  |
| Airbus A330-200       | 7               | —               | 30              | 222             | 252             |  |
| Boeing 787-8          | 13              | —               | 28              | 222             | 250             |  |
| Boeing 787-9          | 1               | 2               | 28              | 281             | 309             |  |
| Aviancas Cargo flotta |                 |                 |                 |                 |                 |  |
| Airbus A330-200F      | 6               | —               | Cargo           | Cargo           | Cargo           |  |
| Totalt                | 93              | 116             |                 |                 |                 |  |

### Historisk flotta
Under åren hade Avianca och SCADTA tidigare drivit ett stort antal flygplan, inklusive:
| Flygplan                            | Antal | År → av | → till |
| ----------------------------------- | ----- | ------- | ------ |
| Airbus A318-100                     | 10    | 2011    | 2019   |
| Airbus A330-300                     | 2     | 2018    | 2020   |
| ATR 72-600                          | 9     | 2013    | 2019   |
| Beechcraft 17                       | 2     | 1941    | 1943   |
| Boeing 247D                         | 18    | 1936    | 1948   |
| Boeing 707-320                      | 9     | 1968    | 1994   |
| Boeing 720B                         | 7     | 1961    | 1984   |
| Boeing 727-100                      | 33    | 1966    | 1992   |
| Boeing 727-200                      | 18    | 1978    | 1999   |
| Boeing 737-100                      | 2     | 1968    | 1971   |
| Boeing 747-100                      | 3     | 1976    | 1996   |
| Boeing 747-100SF                    | 2     | 1981    | 1988   |
| Boeing 747-200M                     | 2     | 1981    | 1995   |
| Boeing 757-200                      | 22    | 1992    | 2010   |
| Boeing 767-200ER                    | 5     | 1990    | 2011   |
| Boeing 767-300ER                    | 5     | 1994    | 2011   |
| Consolidated PBY Catalina           | 4     | 1946    | 1956   |
| Curtiss C-46 Commando               | 5     | 1950    | 1955   |
| de Havilland DH.60 Moth             | 7     | 1929    | 1939   |
| Dornier Do J                        | 3     | 1925    | 1932   |
| Dornier Merkur                      | 2     | 1927    | 1932   |
| Douglas C-47 Skytrain               | 52    | 1939    | 1974   |
| Douglas C-54 Skymaster              | 26    | 1946    | 1975   |
| Douglas DC-2                        | 2     | 1944    | 1947   |
| Douglas DC-3                        | 4     | 1939    | 1973   |
| Douglas DC-4                        | 2     | 1953    | 1974   |
| Fokker 50                           | 10    | 1993    | 2014   |
| Fokker 100                          | 15    | 2006    | 2011   |
| Fokker Universal                    | 2     | 1929    | 1934   |
| Ford 5-AT-DS Trimotor               | 19    | 1929    | 1946   |
| General Aviation GA-43              | 1     | 1934    | okänd  |
| Hawker Siddeley HS 748              | 2     | 1968    | 1978   |
| IAI 1124 Westwind                   | 1     | 1978    | 1995   |
| Junkers F 13                        | 31    | 1920    | 1940   |
| Junkers W 33                        | 1     | 1929    | 1932   |
| Junkers W 34                        | 13    | 1928    | 1947   |
| Lockheed L-749 Constellation        | 6     | 1951    | 1967   |
| Lockheed L-1049 Super Constellation | 4     | 1954    | 1969   |
| McDonnell Douglas MD-11ER           | 1     | 1998    | 1999   |
| McDonnell Douglas MD-83             | 19    | 1992    | 2012   |
| Sikorsky S-38                       | 7     | 1929    | 1940   |
| Sikorsky S-41                       | 1     | 1930    | 1936   |

### Webbkällor
- På planespotters.net finns uppgifter om Aviancas flotta.